# 伊朗学

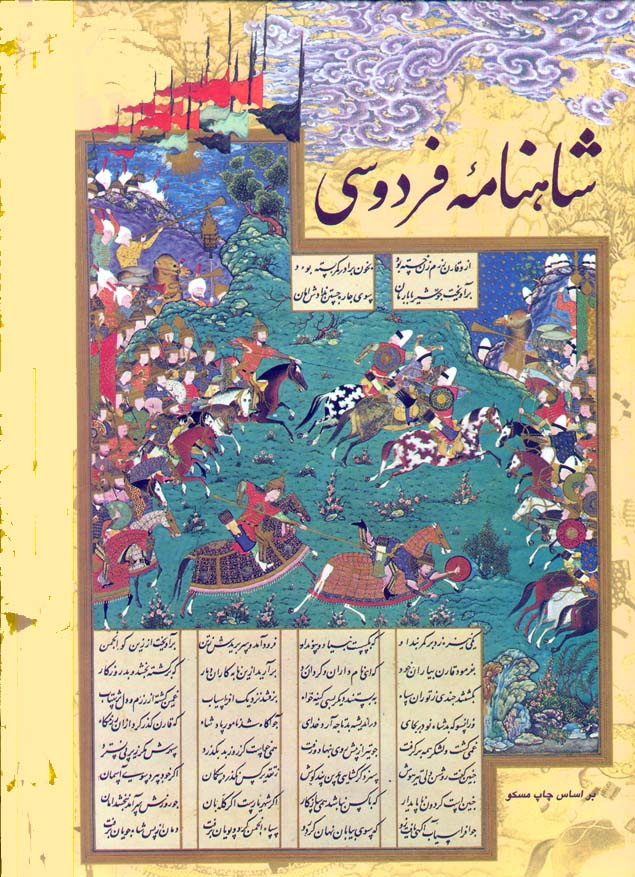
菲爾多西的列王紀

伊朗学（波斯語：‎ ，英語：或）是一项旨在全面了解伊朗文化的研究，属于东方研究领域。伊朗研究。伊朗学覆盖了阿拉伯语中的楔形和后伊斯兰波斯语材料中的古代波斯语材料。它比波斯文学更广泛。